# Geranium besseanum
Geranium besseanum är en näveväxtart som beskrevs av Gams in Hegi. Geranium besseanum ingår i släktet nävor, och familjen näveväxter. Inga underarter finns listade i Catalogue of Life.